# برمانة أسلية
برمانة أسلية (الاسم العلمي:Burmannia juncea) هي نوع من النباتات تتبع جنس البرمانة من الفصيلة البرمانية.